# Chlorocryptus fuscipennis
Chlorocryptus fuscipennis là một loài tò vò trong họ Ichneumonidae.